# Kongsberg
Kongsberg er en kommune i Buskerud fylke i Norge.
Den grænser i nord til Flesberg, i øst til Øvre Eiker og Hof, i syd til Skien, Siljan og Lardal, og i vest til Notodden og Sauherad kommuner.
Den var en del af Viken fylke som blev etableret 1. januar 2020, men opløst fra 1. januar 2024.
Kongsberg er Buskeruds sydligste kommune. Byen er en gammel bjergværksby, som ligger nederst i Numedal. Numedalslågen løber gennem byen.
Trods sin industri, præges Kongsberg af store naturområder med skov og fjeld. Mod syd ser man Skrimfjell, mod nord ligger Blefjell. Et alpinanlæg ligger lige ved bykernen. Mod vest ligger den historiske grubeås med Jonsknuten der med 904 moh. er kommunens højeste punkt. Det er et fredet kulturlandskab som med sin særegne natur og mange kulturminder fra bjergværkstiden, er et populært friluftsområde hele året.
I 2021 angreb en sindsforstyrret mand flere i byen, bl.a. med bue og pil og fem personer døde.

## Areal og befolkning
I 1964 blev Kongsberg, Øvre Sandsvær, Ytre Sandsvær, Jondalen i Flesberg og Øvre Jondalen i Gransherad slået sammen til den nye Kongsberg kommune.
Kommunen har et areal på 792,0 km² og havde pr 1. januar 2004 23 154 indbyggere. De fleste indbyggere bor i tilknytning til bykernen eller i de omkringliggende områder Heistadmoen, Skollenborg, Saggrenda, Hvittingfoss og Passebekk.

## Historie
Kongsberg blev grundlagt af kong Christian 4. i 1624, efter at der var blevet fundet sølv året før. Bjergstaden Konningsberg og det kongelige sølvværk blev anlagt året efter.
Til Kongsberg Sølvverk hentede kongen tyskere fra sølvgruberne i Sachsen og Harzen. Dertil kom tyskere fra andre gruber i Norge. Før 1623 var området, hvor byen nu ligger, udmark for gårde i Sandsvær.
Fire år efter grundlæggelsen af sølvværket var de fleste af de 150 arbejderne og funktionærer stadig tyskere. Nordmænd fik efterhånden indpas i arbejdsstyrken og blev ansat som arbejdsledere (stigere). I 1636 arbejdede 137 tyskere og 160 nordmænd ved værket, i 1648 var det 150 tyskere og 240 nordmænd. Mod slutningen af 1600-tallet steg antallet af arbejdere betragteligt, og mange nordmænd fra andre dele af landet kom til byen. Alligevel var de fleste af funktionærstillingerne stadig i lang tid besat af tyskere. Kongsberg blev derfor et lille stykke Tyskland i Norge. Alle gruber fik tyske navne, gudstjenesten var først kun på tysk, senere både på tysk og på norsk. På Kongsberg rettede man sig efter den tyske bjergretsordning, tyskerne medbragte deres egen bjergmandsdragt og en social ordning (Knappschaft) med bl.a. gratis lægehjælp, pensionsordninger, sygeløn for arbejderne og lørdagsfri. Det medførte status at være ikke-norsk. Michael Heltzen, sølvværkets første norske direktør (Oberberghauptmann) ledede værket i dets storhedstid. Han havde oprindelig et norsk navn. Da han som ung drog på udenlandsrejse til tyske bjergværker, forandrede han sit egentlige navn Mikkel Hellesen til Michael Heltzen. Ejerskabet til gruberne varierede gennem årene. I slutningen af 1600-tallet drev for eksempel hertugdømmet Kurland i nutidens Letland gruber i Kongsberg og Eidsvoll.
Kongsberg var ved folketællingen i 1764 Norges næststørste by efter Bergen, og i 1770 beskæftigede sølvværket 4000 mand. I 1802 fik byen fulde købstadsrettigheder.
Ned- og opgangstider i Sølvværket førte til tilsvarende svingninger i indbyggertallet op gennem årene. 1760'erne og 1770'erne var de virkelig gode år for sølvværket. Den smukke Kongsberg Kirke, indviet 1761, vidner om den velstand og fremtidstro, som prægede byen i disse år. Dens størrelse, byggekvalitet og rige udsmykninger viser, at den var beregnet på en kommende storby. Men tiderne ændrede sig. Begyndelsen af 1800-tallet blev specielt vanskelig for Kongsberg. I 1805 blev driften i gruberne indstillet, og i 1810 lagde en stor bybrand meget af bebyggelsen i aske. Dette skabte stor nød, og folketallet faldt drastisk. Olav Olavsen stod i spidsen for byens genopbygning. I 1814 blev Kongsberg Våbenfabrikk oprettet for at bøde på arbejdsløsheden. I 1816 blev grubedriften genoptaget og fortsatte, til den blev endelig nedlagt i 1957. I dag er der endnu sølv i fjeldene rundt om Kongsberg. Men sølvprisen på verdensmarkedet samt det norske omkostningsniveau gør ikke forekomsterne rentable.
1. januar 1964 blev Kongsberg bykommune, Øvre og Ytre Sandsvær herredskommuner sammen med enkelte andre arealer slået sammen til én bykommune.
I midten af 1980'erne kom den 100 procent statsejede Kongsberg Våbenfabrik, den dominerende arbejdsgiver i Kongsberg, i en dramatisk finansiel krise og var i teknisk forstand konkurs. Samtidig blev den anklaget for brud på CoCom-reglerne ved salg af sensitiv teknologi til Østblokken. I 1987 blev fabrikken som en konsekvens delt op og dels solgt til private investorer, dels omorganiseret under statsligt ejerskab. I dag lever store dele af virksomheden videre og udgør en central, højteknologisk industrigruppe i Norge. Kongsberg Gruppen og Kongsberg Automotive er børsnoterede selskaber.
I 2021 angreb en sindsforstyrret mand flere i byen, bl.a. med bue og pil og fem personer døde.

## Seværdigheder
- Museer
  - Norsk Bjergværksmuseum
  - Kongsberg Sølvværk
  - Lågdalsmuseet
  - Vassdragsmuseet Labro
- Kongsberg Kirke
- Kronene i Håvet

## Kultur
Byen er kendt for sine skitraditioner, basketballholdet Kongsberg Penguins og den internationale Kongsberg Jazzfestival, som er blevet arrangeret hvert år siden 1964. Flere nye festivaler er også startet i Kongsberg de seneste år, nærmere bestemt Glogerfestspillene og Kongsberg Krim. Musikhuset EnergiMølla er Kongsbergs musik- og kulturscene. Her arrangerer flere af byens kulturforeninger forestillinger året rundt.
- Kongsbergmarken har været en central kulturbegivenhed i byens liv siden 1633. Her har norske folkemusikere mødt hinanden jævnligt siden 1700-tallet.
- Komponisten Christian Sinding (1856–1941) er født i Kongsberg

I skisæsonen er Kongsberg et kendt vintersportssted, både langrend og alpine discipliner i populære Kongsberg Skisenter.

## Undervisning

### Videregående skoler
Kongsberg har en videregående skole: Kongsberg Videregående skole, som består af tre afdelinger: Maren Handler, Tinius Olsen og Mauritz Hansen. Der er omkring 1300 elever på skolen.

### Højskoler
Bjergseminariet i Kongsberg, som blev oprettet 19. september 1757, regnes som Norges første højskole. Det var også Europas første undervisningsinstitution for højere uddannelse inden for bjergvidenskab.
I dag hører tre af instituterne på Høgskolen i Buskerud til i byen. Skolen tilbyder blandt andet landets eneste uddannelse indenfor optometri.

## Personer fra Kongsberg
- Christian Sinding, komponist († 1941)
- Erik Brofoss, regeringsmedlem og sentralbanksjef († 1979)
- Sigmund Ruud, skihopper († 1994)[5]
- Birger Ruud, skihopper († 1998)
- Anne Marie Ottersen, skuespiller
- Roar Flåthen (1950-), LO-leder[6]
- Geir Gulliksen (1963-), forfatter[7][8]
- Knut Buen, musiker (hardangerfele)[9]
- Morten Harket, sanger